# Беларуски език
Беларуският език, наричан още белоруски, (самоназвание: беларуская мова) е славянски език, говорен от около 6,4 милиона души в Беларус, Източна Полша и Литва. В Беларус е официален език, заедно с руския, но едва 11,9% от беларусите го използват, а повече от 50% не го владеят писмено.

## История
Историята на езика може да се раздели на следните периоди:
1. Древноруски, общоруски (X—XIV век);
2. Старобеларуски (XIV—XVIII век):
  - Формиране на беларуския език (XV век),
  - „Златен век“, беларуски става език на аристокрацията във Великото Литовско княжество (XVI век),
  - постепенно изчезване и изместване от полския или руския, в хода на присъединяването на беларуските земи към Русия (XVII—XVIII век),
  - период на изместване от руския (великоруски) и запазването му като домашен език на селските жители (XVIII век);
3. Съвременен беларуски език:
  - начално кодифициране на съвременния беларуски език (XIX век),
  - окончателно кодифициране и развитие на езика, официалната му употреба в Белоруската ССР (XX век). В съвременния му вид беларуският правопис е приет през 1933 г., след като заменя тарашкевицата.

## Граматика
Беларуският език използва кирилицата, в по-ранни периоди също така е била употребявана латиницата (т.нар. łacinka), както и (за кратък период) арабска писменост, използвана от заселилите се в страната татари, които и след загубата на татарския и възприемането на беларуския език продължили да използват арабска писменост.
В беларуската правописна норма на кирилица е силно застъпен фонетичният принцип. При него се отразяват задължително в писмен вид някои характерни източнославянски фонетични особености, типични и за руския език, напр. т. нар. „акание“ или изговор на етимологично праславянско О като А в неударена позиция. Точно тази особеност на беларуския правопис е и косвената причина за двоякото изписване на названията „беларусин/белорусин“ и „беларуски/белоруски“ на български.

## Писменост
За изписването на беларуския се използва кирилица. Съществува и беларуска латинска азбука (на беларуски: лацінка), която се използва основно извън границите на Беларус и в някои указатели и карти (например Google Maps). В миналото беларуските татари са писали с беларуска арабска азбука.
| А а | Б б | В в | Г г | Д д | (Дж дж) | (Дз дз) | Е е |
| Ё ё | Ж ж | З з | І і | Й й | К к     | Л л     | М м |
| Н н | О о | П п | Р р | С с | Т т     | У у     | Ў ў |
| Ф ф | Х х | Ц ц | Ч ч | Ш ш | Ы ы     | Ь ь     | Э э |
| Ю ю | Я я |     |     |     |         |         |     |

В беларуската кирилица се използва апостроф (’) (например след префикси, завършващи на съгласна, пред „е“, „ё“, „ю“, „я“, ударено „i“ и др.). Заменянето на „ё“ с „е“ не е допустимо, за разлика от руския. Съчетанията „дж“ и „дз“ се считат за диграфи – един звук се обозначава с две букви, а в миналото са били считани за една буква.
|                  |                                                               |                  |
| Цялото население | Градско население (в Могилевски район няма градско население) | Селско население |